# 褐囊冠網蝽
褐囊冠網蝽（学名：Stephanitis sondaica）为網蝽科冠網蝽屬下的一个种。其种加词“sondaica”意为“印度尼西亚巽他群岛的”。